# جو أورورك
جو أورورك (بالإنجليزية: Joe O'Rourke)‏ هو لاعب كرة قاعدة أمريكي، ولد في 28 أكتوبر 1904 في فيلادلفيا في الولايات المتحدة، وتوفي بنفس المكان في 27 يونيو 1990.

## وصلات خارجية
- جو أورورك على موقعبيزبول رفرنس.كوم (الدوري الرئيسي) (الإنجليزية)